# Vannuccia tripapilosa
Vannuccia tripapilosa är en plattmaskart som beskrevs av Tajika 1977. Vannuccia tripapilosa ingår i släktet Vannuccia och familjen Coelogynoporidae. Utöver nominatformen finns också underarten V. t. americana.